# Barrio Las Américas (Parla)
El barrio Ciudad de las Américas conocido popularmente como Las Américas es un barrio de la localidad madrileña de Parla situado en la zona sureste de la ciudad. 

## Urbanismo
Está constituido mayoritariamente por viviendas unifamiliares, se proyecto en 1994, siendo su población a 2012 de unos 12.005 habitantes.

### Callejero
El nombre de las calles del barrio de las Américas hacen referencia a países de dicho continente o relacionados, con su entorno, aunque la denominación Cristóbal Colón que fue su descubridor, no se pudo utilizar pues ya estaba en uso, antes de crear el Barrio de Ciudad de las Américas. La estructura de sus calles es la siguiente: 
- Países de América
  - C/ República Argentina
  - C/ México
  - C/ Bahamas
  - C/ California
  - C/ Brasil
  - C/ Chile
  - C/ Cuba
  - C/ Colombia
  - C/ Ecuador
  - C/ Venezuela
  - C/ Perú
  - C/ Bolivia
  - C/ Uruguay
  - C/ Paraguay
  - AV. De las Américas
  - C/ Isla Trinidad
  - C/ Florida
  - C/ Puerto Rico
  - C/ Jamaica

### Parques urbanos
Cuenta con diversos parques repartidos por la zona

### Centro deportivo
Dispone de dos grandes complejos deportivos, el complejo las Américas y el complejo Alfredo Di Stéfano.

## Educación
Entre sus servicios públicos dispone de colegios de primaria e institutos de educación secundaria.

### Instituto de Educación Secundaria
- IES Las Américas

## Sanidad
- Ambulatorio de las Américas.

## Comunicaciones

### Tranvía
El Tranvía de Parla tiene estación en el barrio de las Américas, dando acceso al resto de la ciudad y a la estación de Cercanías situado en el centro de ella.

### Autobuses

#### Autobuses urbanos
- Línea circular 2